# Brunbukig strimhake
Brunbukig strimhake (Epinecrophylla gutturalis) är en fågel i familjen myrfåglar inom ordningen tättingar.

## Utseende och läte
Brunbukig strimhake är en liten (9–11 cm) myrsmyg med viss skillnad i dräkter mellan könen. Hanen är olivbrun ovan och grå under, med vitfläckad svart strupe. Honan är istället beigefärgad under med mörkare flanker och mer gulaktigt olivbrun ovan. Lätet består av en kort och jämn serie hårda fallande toner, ökande i intensitet men minskande i tonhöjd. Även andra korta och hårda läten är kända.

## Utbredning och systematik
Fågeln förekommer från östra Venezuela till Guyanaregionen och nordöstra Amazonområdet i Brasilien. Den behandlas som monotypisk, det vill säga att den inte delas in i några underarter.

## Status och hot
Arten har ett stort utbredningsområde, men tros minska i antal, dock inte tillräckligt kraftigt för att den ska betraktas som hotad. Internationella naturvårdsunionen IUCN listar arten som livskraftig (LC).